# Mohamed Hrezi
Mohamed „Mo“ Fuad Hrezi (* 28. Oktober 1991 in Naugatuck, Connecticut) ist ein libysch-US-amerikanischer Leichtathlet, der sich auf den Langstreckenlauf spezialisiert hat. Er ist aktueller Inhaber des Landesrekordes über 10.000 Meter und im Halbmarathon.

## Sportliche Laufbahn
Erste Erfahrungen bei internationalen Meisterschaften sammelte Mohamed Hrezi, der an der Iowa State University studierte, im Jahr 2016, als er dank einer Wildcard im Marathonlauf für Libyen an den Olympischen Sommerspielen in Rio de Janeiro teilnahm und dort nach 2:21:17 h auf den 76. Platz gelangte. Bei den Halbmarathon-Weltmeisterschaften 2018 in Valencia wurde er nach 1:03:11 h 49. und anschließend gelangte er bei den Mittelmeerspielen in Tarragona mit 1:07:57 h auf Rang zehn im Halbmarathon. 2023 belegte er bei den Arabischen Meisterschaften in Marrakesch in 14:43,82 min den sechsten Platz im 5000-Meter-Lauf. Im August schied er dann bei den Weltmeisterschaften in Budapest mit 14:14,72 min im Vorlauf aus.

## Persönliche Bestzeiten
- 5000 Meter: 13:42,80 min, 14. April 2017 in Torrance
  - 3000 Meter (Halle): 7:53,85 min, 5. Februar 2022 in New York City (libyscher Rekord)
- 10.000 Meter: 28:30,58 min, 6. März 2022 in San Juan Capistrano (libyscher Rekord)
- Halbmarathon: 1:02:08 h, 16. Januar 2022 in Houston (libyscher Rekord)
- Marathon: 2:15:27 h, 20. Dezember 2020 in Chandler